# محمد تشيتي
محمد تشيتي (بالفرنسية: Mohammed Tchité)‏ (مواليد 31 يناير 1984 في بوجمبورا - بوروندي) لاعب كرة قدم بوروندي يحمل أيضا الجنسية البلجيكية يلعب حاليا لصالح نادي الدرجة الأولى ريسينغ سانتاندر الإسباني منذ 2007 في مركز المهاجم .

## روابط خارجية
- محمد تشيتي على موقع قاعدة بيانات كرة القدم.إي يو (الإنجليزية)
- محمد تشيتي على موقع Soccerway.com (الإنجليزية)
- محمد تشيتي على موقع AS.com (الإسبانية)